# János Boksay
János Boksay (in ruteno: Ioann Bokšai) (Chust, 6 luglio 1874 – Chust, 24 aprile 1940) è stato un compositore e presbitero ruteno.

## Biografia
Nacque in una famiglia profondamente religiosa appartenente alla Chiesa greco-cattolica rutena. Ricevette la sua istruzione musicale da precettori privati e fu corista al liceo greco-cattolico e alla scuola di canto di Užhorod, dove frequentò i corsi per direttore del coro. Fu studente all'Università di Budapest e poi completò gli studi al seminario di Užhorod. Fu ordinato presbitero nel 1898 dal vescovo Gyula Firczák.
Dapprima scolse il suo ministero a Krajne, un villaggio presso la sua nativa Chust, come viceparroco. L'anno successivo gli fu offerto il posto di insegnante di musica al Collegio pedagogico e teologico di Užhorod.
Nel 1899 il vescovo Gyula Firczák incaricò Boksay di raccogliere, trascrivere e classificare le fonti liturgiche trasmesse oralmente nell'eparchia di Mukačevo. János Boksay portò a termine questo compito con l'aiuto del cantore della cattedrale Josif Malynyč. Nel 1906 i due furono autori delle raccolte Cerkovnoe Prostopinie e Egyházi Közénekek, la prima in slavo ecclesiastico e la seconda in ungherese.
Dal 1909 al 1912 Boksay lavorò a Budapest come ispettore dell'educazione religiosa nelle scuole secondarie, ma fu incaricato anche di animare la vita musicale e di dirigere il coro della parrocchia greco-cattolica fondata pochi anni prima. Durante il suo soggiorno a Budapest ebbe la possibilità di estendere le sue conoscenze sulla musica liturgica e di sviluppare le sue capacità di compositore.
Nel 1912 tornò nella regione natale e fu nominato parroco di Sinevir. Durante la Prima guerra mondiale fu internato per russofilia e successivamente rinchiuso nel carcere di Maramureș. Negli ultimi vent'anni di vita fu parroco di Chust e dal 1924 canonico della cattedrale di Užhorod.
Oltre alla sua attività religiosa e musicale, Boksay si impegnò nella politica come membro del Consiglio Nazionale Ruteno, un'assemblea che rivendicava l'autonomia (ma non l'indipendenza) dei ruteni dall'Ungheria. Il 21 giugno 1939 fu nominato membro del parlamento ungherese.

## Stile musicale
Il linguaggio musicale di Boksay si sviluppa a partire dalle melodie del rito bizantino della Rutenia, con l'influsso del romanticismo viennese e dell'opera italiana. Le sue opere portano l'impronta di un compiuto e ispirato maestro di una sonorità slava dolce e robusta, ma le sue melodie non trovano radici nella tradizione russa o ucraina, bensì nella tradizione internazionale dell'Impero asburgico.
La sua produzione comprende pezzi per pianoforte, musiche di scena per drammi e opere per bambini. Tuttavia, le sue opere più importanti sono le sue dieci Divine Liturgie di San Giovanni Crisostomo, di cui ne sopravvivono quattro. Fra esse la più celebre è quella in do maggiore, composta nel 1900, le cui melodie semplici e genuine l'hanno resa una sorta di inno popolare per i cattolici di rito bizantino della Rutenia.